# قناة الجزيرة
قناة الجزيرة هي قناة تلفزيونية إخبارية حكومية، تابعة لشبكة الجزيرة الإعلامية، تأسست في 1 نوفمبر 1996، ويقع مقرها في العاصمة القطرية الدوحة. في البداية بدأت بوصفها قناة فضائية للأنباء العربية والشؤون الجارية، ومنذ ذلك الحين مع نفس الاسم «الجزيرة»، توسعت القناة لتصبح شبكة إعلامية دولية بعدد من المنافذ، منها شبكة الإنترنت وقنوات تلفازية متخصصة في لغات متعددة في عدة مناطق من العالم.
كان طموح قناة الجزيرة في بث الآراء المخالفة، ولقد أثار ذلك جدلاً في دول الخليج العربي والعديد من الدول العربية، واكتسبت المحطة اهتماما عالميا في أعقاب هجمات 11 سبتمبر 2001 عندما كانت هي القناة الوحيدة التي تغطي الحرب في أفغانستان على الهواء مباشرة من مكتبها هناك، وتبث شريط فيديو لأسامة بن لادن وغيره من زعماء تنظيم القاعدة وأيضاً اكتسبت القناة اهتماماً بالغاً من الشعوب العربية لتغطيتها المتميزة للثورات العربية في تونس ومصر وليبيا وسوريا واليمن.
وتنافس قناة الجزيرة كبرى القنوات العالمية باللغتين العربية والإنجليزية، منها قناة سي إن إن وفوكس نيوز الأمريكيتين. وفي شهر يونيو من عام 2012، تم فتح باقة قنوات بي إن سبورت في فرنسا التابعة لشبكة الجزيرة والتي يترأسها ناصر الخليفي، حيث تختص في البرامج الرياضية، وتتضمن 10 قنوات وأصبحت في غضون ثلاثة أشهر قناة رياضية في فرنسا.

## المنظمة
بدأت قناة الجزيرة الأصلية في عام 1996 بمبلغ 150 مليون دولارا، منحة من أمير قطر حمد بن خليفة آل ثاني. بدأ بث القناة في 1 نوفمبر 1996. تزامن إنشاء الجزيرة تقريبًا مع إغلاق القسم العربي لتلفاز بي بي سي (المنشأة بالاشتراك مع السعودية) في نيسان/أبريل 1994، بعد سنتين من قيامها بسبب الرقابة التي طالبت بها السعودية، فانضم للجزيرة العديد من العاملين في المحطة البريطانية. والجزيرة الآن جزء من شبكة الجزيرة.
انطلقت الجزيرة في السنوات الأولى من دون إعلانات ثم بدأت تبثها. استهدفت الجزيرة إلى تحقيق الاكتفاء الذاتي بحلول عام 2001 من خلال الاعلانات، ولكنها فشلت بسبب إحجام المعلنين السعوديين عن التعاقد معها. فوافق الأمير على الاستمرار في تقديم الدعم سنويًا (30 مليون دولار في عام 2004،  وفقا لارنو دي بورشجراف). من المصادر الرئيسية الأخرى للدخل الإعلانات، رسوم الاشتراك الكابل، صفقات البث مع شركات أخرى، وبيع اللقطات. وفي عام 2000، مثلت الإعلانات 40 ٪ من عائدات المحطة.

## الشعار
شعار الجزيرة هو تمثيل مزخرف كمثري الشكل لاسم الشبكة مكتوبة باستخدام الخط العربي (الديواني). اختارها مؤسس المحطة، أمير قطر السابق الشيخ حمد بن خليفة آل ثاني، الفائز في تصميم دخول المنافسة.

### العاملون
رئيس مجلس إدارة شبكة الجزيرة هو الشيخ حمد بن ثامر آل ثاني، ابن عم بعيد لأمير قطر السابق الشيخ حمد بن خليفة آل ثاني.

#### التحرير والإدارة
أعادت شبكة الجزيرة هيكلة عملياتها وشكلت شبكة تحتوي على جميع قنواتها المختلفة. تم تعيين الشيخ أحمد بن جاسم بن محمد آل ثاني مديراً عاما للشبكة في أواخر سبتمبر 2011 بدلا من الفلسطيني وضاح خنفر، كما تم تعيين القطري عبد الله بن عيسى الغانم نائبا لمدير الجزيرة مباشر أيمن جاب الله، وتم تعيين الجزائري مصطفى سواق مديرا تنفيذياً لقناة الجزيرة الناطقة بالعربية في أكتوبر من العام نفسه، وتم تعيين المصري إبراهيم هلال رئيسا لتحرير الأخبار في قناة الجزيرة العربية، حيدر عبد الحق مدير القسم الرياضي؛ ولديها أكثر من مئة محرر.
من أبرز العاملين السابقين صلاح نجم وإسماعيل الامين اللذين شغلا منصب رئيس تحرير غرفة الاخبار، نجم بين عامي 1997 و1998 والأمين عام 1998 حتى تاريخ استقالته عام 1999.
وعقب تعيينه وزيراً للاقتصاد والتجارة في قطر في يونيو 2013، قدم الشيخ أحمد بن جاسم بن محمد آل ثاني استقالته من منصبه كمدير عام لشبكة الجزيرة، وتم تكليف الجزائري مصطفى سواق بالقيام بأعمال وصلاحيات المدير العام بالوكالة.

#### المذيعون ومقدمو البرامج
تضم القناة عشرات الشخصيات الإعلامية المعروفة منهم:
- ميادة عبده: (سودانية) مقدمة البرنامج التفاعلي «نشرتكم»
- فيصل القاسم: (سوري)، مقدم البرنامج الحواري «الإتجاه المعاكس».
- أحمد منصور: (مصري)، مقدم برامج «بلا حدود» و«شاهد على العصر» و«شاهد على الثورة».
- أحمد بشتو: (مصري)، مقدم النشرة الاقتصادية.
- جمال ريان: (فلسطيني)، مذيع أخبار رئيسي ومقدم برامج، خصوصا «حصاد اليوم».
- عبد القادر عياض: (جزائري)، مقدّم برنامج «ما وراء الخبر».
- عبد السلام فارح: (صومالي)، مذيع أخبار رئيسي و مقدم برامج.
- محمد مزيمز: (جزائري)، مذيع أخبار رئيسي و مقدم برنامج «المرصد».
- وسيلة عولمي: (جزائرية)، مذيعة أخبار رئيسية و مقدمة برامج.
- رولا إبراهيم: (سورية)، مذيعة أخبار رئيسية و مقدمة برامج.
- خديجة بن قنة: (جزائرية)، تقدّم برامج متعدّدة ومقابلات مهمة.
- ازدهار شعشاعة: (فلسطينية-ألمانية)، مذيعة أخبار رئيسية و مقدمة برامج.
- إلسي أبي عاصي: (لبنانية) مذيعة أخبار رئيسية ومقدمة برامج.
- غنوة أبو دلة: (لبنانية) مذيعة أخبار رئيسية ومقدمة برامج
- فدى باسيل: (لبنانية) مذيعة أخبار رئيسية ومقدمة برامج.
- مراد بوعلام الله: (جزائري) يقدم برنامج الجزيرة هذا الصباح وبرنامج الاقتصاد.
- علا الفارس: (أردنية)، مذيعة أخبار رئيسية و مقدمة برنامج «الجانب الأخر» .
- إيمان عياد: (فلسطينية-أمريكية)، مذيعة أخبار رئيسية ومقدمة برامج مثل: «بين السطور» و«منبر الجزيرة» و«لقاء خاص» و«لقاء اليوم».
- نسرين بدور: مذيعة النشرة الجوية.
- مريم بلعالية: (جزائرية)، مذيعة أخبار رئيسية ومقدمة برامج.
- محمود مراد: (مصري)، مذيع أخبار رئيسي ومقدم برامج.
- عثمان آي فرح: (أثيوبي إريتري)، مذيع أخبار رئيسي ومقدم برامج.
- أحمد فاخوري: (سوري)، مقدّم برنامج«شبكات».
- لين البديري: (فلسطينية مغربية)، مقدّمة برنامج «شبكات» أيضاً.
- جلال شهدا: (لبناني)، مذيع أخبار رئيسي ومقدم برامج.
- ليلى الشيخلي: (عراقية-أمريكية)، مذيعة أخبار رئيسية ومقدمة برامج.
- وهيبة بوحلايس: (جزائرية)، مقدمة النشرة الجوية.
- هيثم أبو صالح: (لبناني) مذيع برنامج مرآة الصحافة ومراسل ميداني في قطر وصحفي أول.
- سهام أشطو: (مغربية) مذيعة أخبار رئيسية ومقدمة برامج.
- غادة عويس:(لبنانية) مذيعة أخبار رئيسية ومقدمة برامج.
- حسن جمول:(لبناني) مذيع أخبار رئيسية ومقدم برامج.
- سلمى الجمل:(سورية) مذيعة أخبار رئيسية ومقدمة برامج.
- محمد كريشان:(تونسي) مذيع أخبار رئيسية ومقدم برامج.
- فيروز زياني: (جزائرية) مقدمة برنامج «للقصة بقية».
- سفيان ثابت:(جزائري) مذيع أخبار.
- نشوان حسين طالب: (عراقي)، مذيع أخبار.[10]
- نصر الدين خليفي:(جزائري) مقدم برنامج «مرأة الصحافة».
- زين العابدين توفيق (مصري) مذيع أخبار ومقدم برامج.

أما السابقين فمنهم:
- غسان بن جدو: (تونسي)، مقدم برنامج «حوار مفتوح»، استقال سنة 2011.
- سامي حداد: (فلسطيني)، مقدم برنامج «أكثر من رأي».
- عبد الصمد ناصر: (مغربي) عَمِلَ بشبكة الجزيرة مقدما للأخبار والبرامج منذ مايو 1997. قدم برامج عدة من بينها بين السطور، منبر الجزيرة، المشهد العراقي (من بغداد)، الشريعة والحياة لسنتين، لقاء اليوم، لقاء خاص، كما غطى أحداثا دولية كثيرة وابرزها الانتفاضة الفلسطينية الثانية (انتفاضة الأقصى)
- يسري فودة: (مصري)، منتج ومقدم برنامج تحقيق الصحافة «سري للغاية»، استقال في مايو 2009.
- إسماعيل الامين (لبناني) مؤسس ومقدم البرامج الاخبارية «مرآة الصحافة» و«مراسلون» و«مراسلو الجزيرة» وذلك حتى استقالته اواخر العام 1999.
- لينا زهر الدين: (لبنانية)، مذيعة أخبار رئيسية ومقدمة برامج، استقالت في مايو 2010.
- جمانة نمور: (لبنانية)، مذيعة أخبار رئيسية ومقدمة برامج، استقالت في مايو 2010.
- لونا الشبل: (سورية)، مذيعة أخبار رئيسية ومقدمة برامج، استقالت في مايو 2010.
- منتهى الرمحي: (فلسطينية-أردنية)، مذيعة أخبار رئيسية ومقدمة برامج.
- حافظ الميرازي: (مصري)، مقدم برنامج «من واشنطن».
- نوران سلام: (مصرية)، مذيعة أخبار رئيسية.
- علي الظفيري: (سعودي)، مقدم برنامج «في العمق».

### المراسلون والمصورون
- وائل الدحدوح: (فلسطيني)، مراسل و مدير المكتب في قطاع غزة (فلسطين).
- هشام زقوت: (فلسطيني)، مراسل ميداني في قطاع غزة (فلسطين).
- هبة عكيلة: (فلسطينية)، مراسلة ميدانية في قطاع غزة (فلسطين).
- محمد البقالي: (مغربي)، مراسل في تونس، كان مراسلا في مكتب الجزيرة بالرباط قبل منعه، قام بتغطية استفتاء جنوب السودان والثورة الليبية في طرابلس.
- عبد الفتاح فايد: (مصري)، مراسل ومدير المكتب بالقاهرة (مصر).
- أحمد الزاويتي: (عراقي)، مراسل ومدير المكتب بأربيل (كردستان العراق).
- أحمد بركات: (فلسطيني)، مراسل ومدير المكتب بكابل (أفغانستان).
- أحمد جرار: (أردني)، مراسل ومنتج أخبار بعمّان (الأردن).
- أحمد فال ولد الدين: (موريتاني)، مراسل بجنوب أفريقيا سابقاً، واعتُقل أثناء ثورة 17 فبراير بليبيا.
- أكثم سليمان: (سوري)، مراسل ومدير المكتب في برلين (ألمانيا).
- أكرم خزام: (سوري)، مراسل ومدير المكتب في موسكو (روسيا) سابقاً.
- تيسير علوني: (سوري)، اعتقل عقب غزو أفغانستان 2001 وكان المراسل الوحيد في كابل آنذاك.
- حسن الراشدي: (مغربي)، مدير مكتب الجزيرة بالرباط (المغرب).
- سامي الحاج: (سوداني)، مصور اعتُقل أثناء غزو أفغانستان 2001 وسُجِنَ بغوانتانامو.
- طارق أيوب: (فلسطيني)، مراسل ببغداد استشهد لمّا قصف المكتب أثناء حرب العراق 2003.
- عبد العظيم محمد: (عراقي)، مراسل ومدير المكتب بطرابلس (ليبيا).
- علي حسن الجابر: (قطري)، رئيس قسم التصوير، استشهد بالهواري قرابة بنغازي أثناء ثورة 17 فبراير بليبيا.
- عاصم الغامدي: (سعودي)، مراسل السعودية.
- لطفي المسعودي: (تونسي)، مقدم الفقرة الرياضية واعتقل أثناء ثورة 17 فبراير بليبيا.
- لطفي حجي: (تونسي)، مراسل ومدير المكتب بتونس العاصمة،
- منتصر مرعي: (فلسطيني)، قطاع الإنتاج، وغطى أحداث الثورة المصرية من ميدان التحرير بمصر.
- وليد العمري: (فلسطيني)، مراسل ومدير المكتب بالقدس (فلسطين والأراضي المحتلة).
- ليلى موعد

وعشرات آخرون...

## الوصول
من المعتقد على نطاق واسع على الصعيد الدولي أن سكان الوطن العربي يتلقون معلومات محدودة من قبل أنظمتهم ووسائل الإعلام، وهذا ما أدى إلى تحيّز تجاه وجهات نظر الحكومات. ينظر كثيرون للجزيرة باعتبارها مصدرًا موثوقًا للمعلومات أكثر من القنوات الحكومية والأجنبية. يستخدم بعض الباحثين والمعلقين مفهوم السياقية الموضوعية،  الذي يسلط الضوء على التوتر بين الموضوعية ونداء للجمهور، لوصف هذه المحطة المثيرة للجدل بعد أنباء الشعبية. ونتيجة لذلك، ربما كانت هي أكثر القنوات الإخبارية مشاهدة في الشرق الأوسط.
يجري بصورة متزايدة إعادة بث المقابلات الحصرية للجزيرة ولقطات الأخرى في الولايات المتحدة وبريطانيا، وغيرها من وسائل الإعلام الغربية مثل سي إن إن والبي بي سي. في كانون الثاني/يناير 2003 أعلنت هيئة الإذاعة البريطانية أنها وقعت اتفاقا مع قناة الجزيرة لتبادل المعلومات والتسهيلات، بما فيها لقطات لنشرات إخبارية. يعتبر البعض الجزيرة شبكة إعلام محايدة، وإن كانت أكثر شبكات الإعلام إثارة للجدل. ابتداءً من عام 2006، تناقلت محطات أخرى في الولايات المتحدة إلى حد كبير لقطات فيديو من الجزيرة تظهر مقاطع فيديو من مقابلات مع رهائن أجانب.[بحاجة لمصدر]
غير بث الجزيرة عبر الأقمار الصناعية لجميع أنحاء الوطن العربي والشرق الأوسط الخريطة التلفزيونية للمنطقة. فقبل وصول الجزيرة، لم يتمكن كثير من المواطنين العرب من مشاهدة قنوات تلفزيون غير القنوات الرسمية في بلدانهم والتي تبث بالدرجة الأولى أخبار النظام الحاكم بالإضافة إلى خضوعها لرقابة الدولة. وقدمت الجزيرة مستوى حرية من التعبير في التلفزيون كانت غير مألوفة في كثير من هذه البلدان. عرضت قناة الجزيرة وجهات نظر مثيرة للجدل بشأن العديد من الحكومات في دول الخليج العربي بما فيها المملكة العربية السعودية، الكويت، البحرين وقطر، بل أيضا عرضت آراء مثيرة للجدل حول علاقة سوريا مع لبنان، والقضاء المصري. اتهم منتقدون الجزيرة بالإثارة من أجل زيادة جمهورها. أدى بث قناة الجزيرة في بعض الأحيان إلى اتخاذ إجراءات قاسية: فعلى سبيل المثال، في 27 كانون الثاني/يناير 1999، كانت الجزيرة تنتقد الحكومة الجزائرية خلال البرنامج المباشر) «الاتجاه المعاكس». قطعت الحكومة الجزائرية إمدادات الكهرباء عن أجزاء كبيرة على الأقل من العاصمة الجزائر (ويقال عن أجزاء كبيرة من البلد)، لمنع مشاهدة البرنامج. في ذلك الوقت، لم تكن قناة الجزيرة معروفة عمومًا في العالم الغربي، ولكن الآراء حولها كانت إيجابية عمومًا  ويقول أن الجزيرة هي المحطة التلفزيونية الوحيدة المستقلة سياسيًا في الشرق الأوسط. قامت الجزيرة بتغطية جيدة للحرب الأهلية اللبنانية في الفترة 2000-2001 ومكنت مشاهديها من تقييمات جيدة في جميع أنحاء المنطقة. ومع ذلك، لم تحقق الجزيرة حتى أواخر عام 2001 اعترافًا عالميًا، حتى بثت فيديو بيان تنظيم القاعدة.

### التوسع خارج منطقة الشرق الأوسط
عام 2004، تعاقدت الجزيرة مع أول صحفيين باللغة الإنجليزية، من بينهم أفشين راتانشي، من برنامج اليوم لهيئة الإذاعة البريطانية (الذي كان في قلب الأحداث في المملكة المتحدة عندما جاء قرار توني بلير لدعم الغزو الأمريكي للعراق). في مارس 2003، بدأت تصدر موقع ويب باللغة الإنجليزية
في 4 تموز/يوليو 2005 أعلنت قناة الجزيرة رسميًا عن خطط جديدة لإطلاق قناة فضائية باللغة الإنجليزية باسم الجزيرة الدولية. بدأت القناة الجديدة في الساعة الثانية عشرة بتوقيت غرينتش يوم 15 تشرين الثاني/نوفمبر 2006 تحت اسم الجزيرة الإنجليزية ومراكز بثها في الدوحة (بجوار مقر الجزيرة الأصلي ومركز بثها)، لندن، وكوالالامبور والعاصمة واشنطن. القناة إخبارية تبث لمدة 24 ساعة و7 أيام في الأسبوع، مع 12 ساعة من البث من الدوحة، وأربع ساعات في كل من لندن وكوالالمبور وواشنطن العاصمة. عرض البث من خلال شبكة أميركية غير ربحية تبث أيضًا برامج باللغة الروسية مجانًا للمشاهدين الأمريكيين.
مع نمو عالمية وتأثير قناة الجزيرة، وصف بعض العلماء من ضمنهم عادل اسكندر المحطة كالتحول إلى تعريف «وسائل الإعلام البديلة». اعتباراً من عام 2007، بدأت قناة الجزيرة بمنافسة البي بي سي من حيث عدد المشاهدين في جميع أنحاء العالم، وهو ما يقدر بنحو 40 إلى 50 مليون مشاهد. ويقدر أن قناة الجزيرة الإنجليزية تصل إلى ما نحو 100 مليون أسرة.

### التوافر
قناة الجزيرة الأصلية متاحة في جميع أنحاء العالم من خلال مختلف الأقمار الصناعية وشبكات الكابل.، وفي الولايات المتحدة، من خلال الاشتراك في القنوات الفضائية وحرية الهواء DVB-S - على الأقمار الصناعية جالكسي 25 وجالكسي 23. ويمكن أيضا قناة الجزيرة مشاهدة مجانا مع مستقبل DVB-S في أوروبا، وشمال إفريقيا والشرق الأوسط لأنها تبث على أقمار عربسات وأسترا وهوت بيرد. ويحمل القمر الصناعي Optus C1 في أستراليا القناة مجانًا، في حين أنه متاح في المملكة المتحدة من خلال منصات Sky وFreesat. ومن الممكن أيضًا مشاهدة قناة الجزيرة الإنجليزية على الإنترنت من موقع الويب الرسمي الخاص بها. النسخة ذات دقة الشاشة المنخفضة متاحة مجانًا والنسخة ذات الدقة العالية المتاحة برسوم الاشتراك عن طريق مواقع شريكة.
و اشتركت قناة الجزيرة الإنجليزية مع لايفستاشن للبث على الإنترنت. وهذا يتيح للمشاهدين مشاهدة قناة الجزيرة الإنجليزية والجزيرة مباشر في جميع أنحاء العالم.

### على شبكة الإنترنت
يمكن الوصول إلى خدمة الويب الخاص بقناة الجزيرة باشتراك مجاني في جميع أنحاء العالم. أطلقت المحطة نسخة باللغة الإنجليزية  من موقعها على الإنترنت في آذار/مارس 2003. أعيد إطلاق هذا الموقع باللغة الإنجليزية في تشرين الثاني/نوفمبر 2006، إلى جانب إطلاق قناة الجزيرة الإنجليزية. والأقسام الإنجليزية والعربية مستقلة تحريريًا، مع اختيارهم الخاص للأخبار والتعليق عليها. قناتا الجزيرة والجزيرة الإنجليزية متاحتين ببث مباشر على الإنترنت. في 13 نيسان/أبريل 2009، أطلقت قناة الجزيرة صيغة مختصرة من المواقع العربية والإنجليزية لمستخدمي الهاتف المحمول.
توقفت النسخة العربية من الموقع لمدة 10 ساعات بسبب قيام مكتب التحقيقات الفيدرالي بهجوم على مقدم خدمة الإنترنت لها، مؤسسة InfoCom، في 5 أيلول/سبتمبر 2001. أدينت InfoCom فيما بعد التصدير إلى ليبيا وسوريا، للعلم، يتم استثمارها بواسطة عضو في حركة حماس (وهما أمران غير قانونيين في الولايات المتحدة)، وبإخفاء الرسوم الجمركية.

#### التغيير في استضافة المواقع
اضطر موقع اللغة الإنجليزية إلى تغيير مقدم استضافة الإنترنت عدة مرات، ويرجع ذلك في رأي الجزيرة إلى ضغوط سياسية. في البداية، قدمت استضافة الموقع اللغة الإنجليزية الشركة التي يقع مقرها في الولايات المتحدة DataPipe، التي أعطت إشعار الجزيرة، ثم تبعتها شركة أكامي تكنولوجيز. انتقلت الجزيرة في وقت لاحق إلى الفرع الفرنسي لشركة NavLink، ثم اعتباراً من عام 2007 إلى المضيف الحالي خدمات (ايه تي اند تي ورلد نت ‏.

#### التشارك الإبداعي
في يوم 13 كانون الثاني/يناير 2009، أطلقت الجزيرة بعض المقاطع من بثها عن لغزة تحت رخصة التشارك الإبداعي. على عكس معايير العمل «جميع الحقوق محفوظة»، يدعو الترخيص أطراف ثالثة، بما فيها المنافسين، إلى إعادة استخدام وعمل ريمكس للقطات، ما دامت لحساب قناة الجزيرة. وأشرطة الفيديو مضافة على blip.tv، الذي يتيح سهولة تحميل والاندماج مع برنامج ميرو.

### الخطط المستقبلية
تشمل الخطط المستقبلية إطلاق الجزيرة في عدد من اللغات الأخرى—وتشمل الجزيرة الأردية، وقناة اللغة الأردية موجهة أساسًا إلى باكستان.[بحاجة لمصدر] كما تشير التقارير إلى أنها تخطط لعمل صحيفة دولية.

## الهجمات والرقابة على الجزيرة

### الجزائر
في 27 يناير 1999، فقدت العديد من المدن الجزائرية الكهرباء في وقت واحد، أُفيد أن هذا بغرض منع السكان من مشاهدة برنامج يكشف فيه المنشقين الجزائريين-على حدِّ زعمهم- تورط الجيش الجزائري في سلسلة من المذابح. وفي 4 يوليو 2004، جمدت الحكومة الجزائرية أنشطة مراسل الجزيرة في الجزائر، السبب الرسمي المعلن هو إعادة تنظيم عمل المراسلين الأجانب لكن مجموعة الضغط الدولي مراسلون بلا حدود صرّحت أنّ هذا الإجراء اتخذ للانتقام لحلقة من برنامج للاتجاه المعاكس كانت قد بُثّت الأسبوع السابق حيث ناقشت الوضع السياسي في الجزائر.

### إسرائيل
في حين أن إسرائيل تظهر بشكل روتيني على قناة الجزيرة، ولكن يبدو في السنوات الأخيرة انه يوجد مقاطعة غير رسمية، في الأساس لا تظهر مصادر في الحكومة الإسرائيلية في وسائل الإعلام، ويحتمل أن يعود هذا إلى ما تشعر به الحكومات الإسرائيلية من التحيز لمعاداة إسرائيل. وفي 11 مايو 2022 قامت القوات الإسرائيلية باغتيال مراسلة الجزيرة شيرين أبو عاقلة أثناء تغطيتها للأحداث الدائرة في مدينة جنين الفلسطينية.
في الخامس من مايو 2024، أوقفت الحكومة الإسرائيلية، عمل شبكة الجزيرة التلفزيونية القطرية في إسرائيل، على خلفية اتهامات بـ"التحريض" ضد إسرائيل. وكتب رئيس الوزراء الإسرائيلي بنيامين نتانياهو، على حسابه في "إكس" وقتها، "قررت الحكومة برئاستي بالإجماع: إغلاق قناة (التحريض) الجزيرة في إسرائيل".

### الأراضي الفلسطينية
يوم 15 يوليو 2009، أغلقت السلطة الفلسطينية في الضفة الغربية مكاتب الجزيرة في الإقليم، على ما يبدو رداً على الادعاءات على القناة التي قالها فاروق القدومي أن رئيس السلطة الفلسطينية محمود عباس قد شارك في وفاة ياسر عرفات. وفي بيان أعلنته وزارة الإعلام قالت تغطية المحطة «غير متوازنة»، واتهمتها بالتحريض ضد منظمة التحرير الفلسطينية والسلطة الفلسطينية. ويوم 19 يوليو 2009 ألغى عباس هذا الحظر وسمح الجزيرة باستئناف عملها.
إغلاق مكتب قناة الجزيرة في رام الله من قبل إسرائيل، بتاريخ 22 سبتمبر 2024، تم اقتحام مدينة رام الله في الضفة الغربية من قبل الجيش الإسرائيلي، وإغلاق مكتب قناة الجزيرة القطرية الواقع في وسط المدينة، وتسليم مدير المكتب الصحفي وليد العمري قرار الإغلاق العسكري

### الولايات المتحدة الأمريكية
يوم 13 نوفمبر 2001، وأثناء الغزو الأمريكي لأفغانستان عام 2001، دمرت ضربة صاروخية أمريكية مكتب قناة الجزيرة في كابول. ولم تقع خسائر في الأرواح.
في التحضير لغزو العراق عام 2003، أستأجرت وزارة الدفاع الاميركية (البنتاغون) مجموعة ريندون لاستهداف وربما معاقبة الصحفيين الجزيرة الذي لم يبقوا على الرسالة. وعندما ذهبت على الجزيرة لإعداد تقرير يتضمن لقطات بيانية من داخل العراق، شجب مسؤولون أمريكيون الجزيرة وأعتبروها معادية للولايات المتحدة، وتحرض على العنف. هذا الرأي تردد على نطاق واسع في جميع أنحاء الولايات المتحدة ووسائل الإعلام والسكان.
في يوم الاثنين 24 مارس 2003، بعد وقت قصير من بدء الغزو، الغت وثائق تفويض اثنان من مراسلي قناة الجزيرة كانوا يغطوا بورصة نيويورك. منعت بورصة نيويورك قناة الجزيرة (وكذلك العديد من الهيئات الإخبارية الأخرى لم يتم الكشف عن هوياتهم) 	من قاعة تداولها إلى أجل غير مسمى. وقال المتحدث باسم بورصة نيويورك راي بيبيشيا ان هذا «لأسباب أمنية»، وقد قررت البورصة منح التعامل فقط مع الشبكات التي تركز «على التغطية التجارية المسؤولة». ونفى أية علاقة للإلغاء بالشبكات التي تغطي حرب العراق. وهذه الخطوة سرعان ما أنعكست على بورصة ناسداك.

### السعودية
في العام 2002 تطرق برنامج تلفزيوني بثته القناة واستضافت فيه القناة اشخاصاً اعتبرتهم الحكومة السعودية بأنهم تعرضوا لملك المملكة الراحل الملك عبد العزيز وأسرة آل سعود وأدَّى هذا البرنامج لسحب السعودية سفيرها صالح الطعيمي من الدوحة.

### الكويت
في عام 2010 تم اغلاق مكتب الجزيرة بعد رفض قناة الجزيرة الغاء استضافة نائب مجلس الأمة الكويتي مسلم البراك على خلفية تغطية احداث ديوانيه الحربش 

### اليمن
إغلاق مكتب الجزيرة على أثر تغطية الاحتجاجات اليمنية.
كما تم إغلاق قناة الجزيرة مجدداً لكن هذه المرة في تعز بتاريخ 9 يناير 2018 من طرف قوة عسكرية تابعة للجنة الأمنية العليا في المحافظة، وذلك بسبب الدور السلبي الذي تلعبه شبكة الجزيرة في تغطية الحرب الأهلية اليمنية على حد تعبير اللجنة.

#### مقتل طارق أيوب
8 أبريل 2003 ضرب صاروخ أمريكي مكتب قناة الجزيرة في بغداد، مما أسفر عن مقتل المراسل طارق أيوب وإصابة آخر. أبلغت قناة الجزيرة قبل الحادث مكتب الولايات المتحدة لتحديد الاحداثيات، ذلك لتجنب التعرض لنيران القوات الأمريكية. وتواصل ديما طهبوب، أرملة طارق أيوب، السعي من أجل تحقيق العدالة لمقتل زوجها، فكتبت لصحيفة الغارديان، وشاركت في فيلم وثائقي بثته قناة الجزيرة الإنجليزية.
في 30 يناير 2005، أفادت نيويورك تايمز أن حكومة قطر، تحت ضغط من إدارة بوش، كانت تفكر في خطط لبيع المحطة. ولكن لم يتم بيع المحطة، وليس واضحا ما إذا كانت لا تزال هناك أي خطط للقيام بذلك.

#### مقتل علي حسن الجابر
اغتيل في كمين تعرض له فريق قناة الجزيرة في منطقة الهواري جنوب غرب مدينة بنغازي أثناء تغطيته للانتفاضة الليبية 2011،  ويعتبر علي حسن الجابر أول صحفي قتل منذ بدء الانتفاضة الليبية.

#### مذكرة قصف قناة الجزيرة
في 22 نوفمبر 2005، نشرت جريدة ديلي ميرور البريطانية قصة قالت فيها أنها حصلت على مذكرة سربت من 10 داوننج ستريت تقول أن الرئيس الأمريكي السابق جورج دبليو بوش قد فكر في قصف مقر قناة الجزيرة في الدوحة في أبريل 2004، عندما كانت قوات مشاة البحرية الأمريكية تجري عمليات هجومية على الفلوجة.
في ضوء هذا الادعاء، تساءلت الجزيرة ما إذا كانت قد استهدفت عمدا في الماضي في مكتب الجزيرة في كابول الذي تعرض للقصف في عام 2001، وسقوط صاروخ اخر على مكتبها في بغداد أثناء غزو العراق، مما أدى إلى مقتل المراسل طارق أيوب. كلا من هاتين الهجمتين وقعتا بعد كشف الجزيرة عن مواقع مكاتبها للولايات المتحدة.

### موقع الهجمات الالكترونية
مباشرة بعد إطلاق الموقع الإنجليزي في عام 2003، تعرض لهجوم من واحد أو أكثر من القراصنة، الذين أطلقوا هجمات الحرمان من الخدمات، وبواسطة مهندس اجتماعي تم توجيه الزوار لموقع يعرض العلم الاميركي. تم نشر كلا من الحادثين على نطاق واسع ان قناة الجزيرة على الإنترنت بعد أن تعرض لهجوم من جانب «القراصنة». وفي نوفمبر 2003، حكم على جون وليام راسين الثاني، المعروف أيضا باسم 'جون بوفو'، بمدة 1,000 ساعة في خدمة المجتمع ودفع غرامة قدرها 1,500 دولار لتعطيل شبكة الإنترنت. تظاهر راسين انه موظف في قناة الجزيرة للحصول على كلمة السر لموقع الشبكة، ثم إعادة توجيه الزوار إلى صفحة أنشئها تظهر علم أمريكي على شكل خريطة أمريكا وطني وشعار، وثائق محكمة. وفي يونيو 2003، أعترف راسين بأنه مذنب بالاحتيال والتنصت غير المشروع على الاتصالات الإلكترونية. اعتبارا من عام 2008، ما زال مرتكبي هجمات الحرمان مجهولين.
و في الرابع من فبراير 2011 تمكن قراصنة من اختراق القسم المخصص لصفحة الإعلانات في موقع الجزيرة نت بهدف تشويه تغطية شبكة الجزيرة للأحداث الجارية بمصر. ونشر القراصنة إعلانا مسيئا يحمل عنوان «معا لإسقاط مصر» في محاولة لتشويه تغطية شبكة الجزيرة للأحداث الجارية في مصر. وقد تمكنت الجهات التقنية في الشبكة من السيطرة على ما حدث وتتبّع مصدر القرصنة وإعادة وضع الموقع إلى ما كان عليه.

## جدل
في حين أن قناة الجزيرة لديها جمهور كبير في منطقة الشرق الأوسط وجميع أنحاء العالم، شاركت القناة العربية الأصلية خاصة في جدال وخصوصاً في بعض أجزاء من العالم الغربي فالعديد من الشخصيات البارزة لها رأي معارض مع قناة الجزيرة.
وهناك انتقادات على نطاق واسع هو الادعاء بأن الجزيرة أظهرت فيديو للملثمين الإرهابيين وهم يقطعون رؤوس الرهائن الغربيين في العراق، وهذا الادعاء غير صحيح. عندما ذكر هذا في وسائل الإعلام الأخرى، ضغطت الجزيرة من أجل أن يتم التراجع عنها. وهذا الادعاء تكرر مرة أخرى على شبكة فوكس نيوز في الولايات المتحدة في يوم إطلاق الجزيرة الإنجليزية، في 15 نوفمبر 2006. وفي وقت لاحق اعتذرت الغارديان عن المعلومات الغير الصحيحة حول أن قناة الجزيرة قد أظهرت فيديو للملثمين الإرهابيين وهم يقطعوا رؤوس الرهائن الغربيين.، هناك من يرى أن الجزيرة تروّج للإخوان المسلمين وتعطيهم أكبر من حجمهم في بعض الأحداث، على غرار تغطيتها الثورة التونسية وثورة 25 يناير
تورطت قناة الجزيرة في الجدلات التالية:

### البحرين
منع وزير الاعلام البحريني نبيل يعقوب الحمر مراسلي الجزيرة من التقرير من داخل البلاد في 10 مايو 2002، وقال إن المحطة منحازة لإسرائيل ضد البحرين. وبعد التحسن في العلاقات بين البحرين وقطر في 2004، عاد مراسلي قناة الجزيرة إلى البحرين.
وفي عام 2011 تم منع مراسلي الجزيرة الناطقة بالعربية والإنجليزية من الدخول مرة أخرى بعد الاحتجاجات ضد الحكومة منذ 14 فبراير، وزاد التوتر بين الجزيرة وحكومة البحرين بعد الفلم الذي بثته الجزيرة الإنجليزية بعنوان «صرخة في الظلام» وحدث تراشق بين الصحف القطرية والبحرينية.

### العراق
خلال الحرب الجارية في العراق، واجهت قناة الجزيرة نفس التقارير والقيود المفروضة على التنقل كغيرها من منظمات لجمع الأخبار. وبالإضافة إلى ذلك، طرد من الدولة واحد من صحفييها، وهو تيسير علوني، في حين جرد آخر وهو ديار العمري من تصريح صحفي له من قبل الولايات المتحدة. ورداً على ذلك، أعلنت قناة الجزيرة 2 أبريل 2003، بأنها سوف «تجميد كل التغطية مؤقتاً» في العراق احتجاجاً ما بأنه قناة الجزيرة بأنه تدخل غير معقول من المسؤولين العراقيين.
في مايو 2003، أصدرت وكالة المخابرات المركزية الأمريكية، من خلال المؤتمر الوطني العراقي، وثائق تزعم أن الجزيرة كانت مخترقة من قبل جواسيس العراقيين، وكانت تعد من قبل مسؤولين عراقيين كجزء من جهودهم الدعائية. وفقاً لما أفادت به صحيفة صنداي تايمز، ووصفت إدارة الجزيرة الجواسيس بأن لهم أدوار ثانوية لا تؤثر على القرارات التحريرية.
يوم 23 سبتمبر 2003، أوقفت العراق قناتي الجزيرة والعربية عن تقديم تقارير عن الأنشطة الحكومية الرسمية لمدة أسبوعين، ذكر المجلس تم هذا بسبب دعم الهجمات الأخيرة على أعضاء المجلس وقوات التحالف المهنية. وجاءت هذه الخطوة بعد مزاعم من جانب عراقيين ذكروا أن القناة تحرض على العنف لمناهضة للاحتلال (ببث بيانات لقادة التمرد العراقي)، وتزايد التوترات العرقية والطائفية، والتي تدعم التمرد.
وخلال عام 2004، بثت قناة الجزيرة عدة شرائط فيديو لمختلف ضحايا عمليات الخطف في العراق، التي كانت قد أرسلت إلى الشبكة. تم تصوير الفيديوهات من قبل الخاطفين الذين يحتجزون الرهائن. ويظهر الفيديو الرهائن، غالباً معصوبين العينين، ويناشدوا لإطلاق سراحهم. ويبدو غالباً أنهم أجبروا على قراءة بيانات معدة من قبل خاطفيهم. ساعدت قناة الجزيرة السلطات في الدول الأصلية للضحايا، في محاولة لتأمين الإفراج عنهم. وشمل ذلك بث نداءات من أفراد الأسرة ومن مسؤولين حكوميين. خلافا لبعض المزاعم، بما فيها تعليقات دونالد رامسفيلد التي ترددت كثيراً في يوم 4 يونيو 2005، لم تظهر قناة الجزيرة أبداً مشهد لقطع الرؤوس. (ظهرت مشاهد قطع الرؤوس على عدد من مواقع الإنترنت غير تابعة لقناة الجزيرة وأحياناً يتم نسبها بالخطأ لقناة الجزيرة.) 
في 7 أغسطس 2004، قامت حكومة إياد علاوي بغلق مكتب قناة الجزيرة، مدعية أنها هي المسؤولة عن تقديم صورة سلبية للعراق، والعدو لقتال قوات التحالف. وقال المتحدث باسم الجزيرة جهاد بلوط: إنه شيء مؤسف ونحن نعتقد أنه لا يمكن تبريره. هذا القرار الأخير يتناقض مع جميع الوعود التي قطعتها السلطات العراقية بشأن حرية التعبير وحرية الصحافة،  وتعهدت الجزيرة بمواصلة تقديم التقارير من داخل العراق. أظهرت صور صحفية ان الولايات المتحدة وأفراد عسكريين عراقيين يعملون معا لإغلاق المكتب. في البداية تم حظرها لمدة شهر واحد، وفي سبتمبر 2004 تم تمديد الحظر لأجل غير مسمى، وأغلقت المكاتب،  مما أثار إدانة من الصحفيين الدوليين.
في أبريل 2003، بثت قناة قطر برنامج احتفالي طويل يظهر القائد السابق للحرس الجمهوري العراقي، سيف الدين راوي الإعلان، الذي ادعى أن قنبلة نيوترونية قد أسقطت على مطار بغداد الدولي خلال غزو العراق. وهذا الاتهام كان من السهل إنكاره، حيث كان يقوم على الاعتقاد الشائع بأن القنابل النيوترونية تنتج إشعاع فقط وتترك البنية التحتية سليمة. ولكن القنبلة النيوترونية مثل السلاح النووي تنتج غبار نووي الذي يمكن معرفته بسهولة وبسرعة من بلدان أخرى.
وأخيراً بعد سيطرة تنظيم داعش على أجزاء من العراق نشرت مقالات وأخبار مشكوك بصحتها واتهمتها شريحة واسعة من الشعب العراقي وبعض الصحف ووسائل الإعلام بأنها متحيزة لصالح تنظيم داعش وليست حيادية في تغطية أخبار العراق.

وفي 27 من نيسان لسنة 2016، أصدرت هيئة الإعلام والاتصالات العراقية قراراً بغلق مكاتب الجزيرة في العراق لبثها مواد تحريضية وترويجها لجهات محظورة مرتبطة بمجاميع إرهابية في العراق، ولتحريضها على ممارسة أنشطة إجرامية انتقامية ومهاجمة قوات الأمن العراقية وتصعيد النبرة الطائفية بين أطياف الشعب العراقي، وإبتعادها عن الحيادية والمهنية في أخبارها حول الشأن العراقي وإستندت بهذا القرار إلى نص المادة (65) النافذ لسنة (2004)، بتنظيم العمل الإعلامي في العراق.
وأشارت هيئة الاتصالات والإعلام في بيان لها أنها خاطبت الجهات المعنية في وزارة الداخلية وقيادات العمليات في المحافظات كافة، بملاحقة القناة واتخاذ كافة الإجراءات القانونية في حال مزاولتها البث دون أية موافقات صادرة من قبل الهيئة.
ونبهت الهيئة إلى أنها اضطرت لاتخاذ القرار بعد سلسلة من الحوارات واللقاءات الودية والمهنية مع قناة الجزيرة و9 قنوات أخرى لمنحها فرصة تصحيح خطابها الإعلامي واخذ موضوعه السلم الأهلي والاجتماعي والأمن الوطني بعين الاعتبار والالتزام بمعايير المهنة وقواعد البث وعدم الترويج للمتطرفين على حساب القوات العراقية، لكننا فوجئنا بتكرار هذه المخالفات وتصعيد النبرة الطائفية.

### فلسطين
يوم 09 يوليو 2008، بثت قناة الجزيرة القطرية برنامج من لبنان الذي غطى احتفالات استقبال سمير قنطار. في البرنامج، أشاد رئيس الجزيرة في بيروت غسان بن جدو بقنطار ووصفه بأنه «بطل القومية العربية»، ونظم حفل عيد ميلاد له. في المقابل، هدد المكتب الصحفى للحكومة الإسرائيلية بمقاطعة القناة ما لم يعتذر. وبعد بضعة أيام صدر خطاب رسمية من المدير العام للجزيرة وضاح خنفر، اعترف فيه أن البرنامج انتهك قواعد السلوك في المحطة، وبأنه طلب من مدير البرامج في القناة اتخاذ خطوات لضمان أن مثل هذا الحادث لن تتكرر.

### قطر
تعرضت قناة الجزيرة لانتقادات؛ لعدم تغطيتها للعديد من الأخبار التي تأتي من قطر، حيث مقر قناة الجزيرة. أكثر قصتين تكرر ذكرهما وكانتا إلغاء جنسية عشيرة آل غفران من قبيلة آل مرة ردا على محاولة انقلاب فاشلة تورط فيها عناصر من عشيرة آل غفران وغيرهم من القطريين، وتنامي علاقات قطر والزيارات الدبلوماسية لإسرائيل.

### الصومال
بثت قناة الجزيرة في يناير 2009 فيلماً وثائقياً عن التخلص من النفايات السامة في الصومال. وقد خلص صحفي صومالي درس محتويات الجزء الثاني من الفيلم الوثائقي، (الحقيقة السامة)  إلى أن قناة الجزيرة فشلت في بحث القصة بدقة لأن أحد الرسائل التي استخدمت لتأكيد تهريب السلاح كما ورد في الفيلم الوثائقي قد أصدرت في 15 أبريل 1992، من طرف وزارة الدفاع في جمهورية اليمن الديمقراطية الشعبية، بعد عامين تقريباً من توحد جنوب وشمال اليمن ليشكلا الجمهورية اليمنية في مايو 1990. وهناك انتقاد آخر للفيلم الوثائقي هو أن الجزيرة لم تسمح لعلي مهدي محمد، الرئيس المؤقت السابق للصومال، بممارسة حقه في الرد على اتهامه بالسماح لشركات إيطالية ببناء مصارف في الصومال.

### إسبانيا
أعتقل المراسل تيسير علوني في أسبانيا في 5 سبتمبر 2003، بتهمة تقديم دعم لأعضاء في تنظيم القاعدة. أصدر القاضي «بلتسار غارثون»، أمرا بحبس علوني دون كفالة.حينها كاتبت الجزيرة رئيس الوزراء الإسباني خوسيه ماريا أثنار وأرسلت إليه احتجاجات ورد في أحدها: «وفي عدة مناسبات يتقابل الصحفيين الغربيين سراً مع منظمات سرية، ولم يتعرضوا لأية إجراءات قانونية لانهم كانوا يقومون بعملهم، إذن ما هو السبب في استثناء علوني؟»  أفرج عن علواني بكفالة بعد بضعة أسابيع بسبب حالته الصحية، ولكنه ممنوع من مغادرة البلاد.
في 19 سبتمبر، أصدرت محكمة أسبانية أمر باعتقال علوني قبل صدور الحكم. وقد طلب علوني من المحكمة الحصول على إذن لزيارة عائلته في سوريا لحضور جنازة والدته ولكن رفضت السلطات طلبه وأمرت بإعادته إلى السجن.
على الرغم من أنه غير مذنب في جميع التهم الموجهة إليه، حكم علي علوني في 26 سبتمبر 2005 بالسجن لمدة سبع سنوات لكونه الحقيبة المالية لتنظيم القاعدة. أصر علواني على أنه قابل فقط بن لادن بعد هجمات 11 سبتمبر على الولايات المتحدة. ولا تزال الجزيرة تؤيد علوني، وتؤكد أنه بريء.
أدانت العديد من المنظمات الدولية والخاصة (من ضمنها مراسلون بلا حدود) الاعتقال ودعت المحكمة الأسبانية للإفراج عن تيسير علوني. أنشئت مواقع ويب مثل  لدعم علوني.

### المملكة المتحدة
المسؤولون في المملكة المتحدة، شأنهم في ذلك شأن نظرائهم الأمريكيين، واحتجوا بشدة على تغطية قناة الجزيرة لغزو العراق عام 2003. ذكرت قناة الجزيرة ان قادة قوات التحالف اتخذوا استثناء بسبب تقاريرها التي جعلت الأمر أكثر صعوبة بالنسبة لكلا البلدين لإدارة الطريقة التي تبلغ بها الحرب.

### الولايات المتحدة الأمريكية
قبل 11 سبتمبر 2001، أشادت حكومة الولايات المتحدة بالجزيرة لدورها كوسيط إعلامي مستقل في الشرق الأوسط، وأدعى مسؤولون أمريكيون انحياز تغطية أخبار الجزيرة لمعاداة الولايات المتحدة.
نالت المحطة اهتماما واسعا لأول مرة في الغرب بعد هجمات 11 سبتمبر 2001، عندما بثت فيديوهات لاسامة بن لادن وسليمان أبو غيث يدافعوا ويبرروا فيها عن الهجمات. وأدى ذلك إلى جدل كبير واتهامات من جانب حكومة الولايات المتحدة أن الجزيرة كانت نشارك في الدعاية لصالح الارهابيين. عارضت قناة الجزيرة وقالت أنه مجرد إتاحة المعلومات من دون تعليق، وحذت حذوها بعد ذلك العديد من القنوات التلفزيونية الغربية في بث أجزاء من الأشرطة.
13 نوفمبر 2001، أثناء الغزو الأمريكي لأفغانستان، دمرت ضربة صاروخية أمريكية مكتب قناة الجزيرة في كابول. ولم تقع خسائر في الأرواح.

#### اعتقال سامي الحاج
أعتقل مصور قناة الجزيرة سامي الحاج سوداني الجنسية، أثناء العبور إلى أفغانستان في ديسمبر 2001 وحتى مايو 2008، وحبس دون تهمة، ووصف بانه «مقاتل عدو» في معسكر دلتا في خليج غوانتانامو. لا تزال مجهولة أسباب أعتقاله، بالرغم أن البيان الرسمي للولايات المتحدة ان جميع المعتقلين هم تهديدات أمنية. أعربت مراسلون بلا حدو مرارا عن قلقها بشأن اعتقال الحاج،  وذكرت الحاج في مؤشرها السنوي لحرية الصحافة في العالم،  وأطلقت عريضة من أجل إطلاق سراحه. وفي 23 نوفمبر 2005، ذكر محامي سامي الحاج كلايف ستافورد سميث أنه خلال (125 من 130) مقابلة، سأل مسؤولون أمريكيون سامي إذا ما كانت الجزيرة واجهة لتنظيم القاعدة. وخرج من السجن لاحقاً بعد أن فشلت الولايات المتحدة بإثبات جرم سامي الحاج.

## أفلام وثائقية
- تغطية الجزيرة لغزو العراق كان محور فيلم وثائقي (غرفة التحكم) الفائز بجائزة عام 2004، للمخرج المصري الأمريكي جيهاني نوجايم.
- في يوليو 2003، بث تليفزيون PBS المسلسل الوثائقي، «زاوية واسعة».[94]
- فيلم وثائقي الجزيرة «صوت عربي واحد من أجل الحرية أم الغوغائية؟»[95] تم تصويره بعد شهرين من أحداث 11 سبتمبر 2001.

## جوائز
- في ديسمبر 1999، منح صندوق ابن رشد لحرية الفكر في برلين «جائزة ابن رشد» لوسائل الإعلام والصحافة عن هذا العام لقناة الجزيرة.[96]
- في مارس 2003، منحت قناة الجزيرة جائزة من مجلة مؤشر الرقابة Index on Censorship «لشجاعتها في التحايل على الرقابة، والمساهمة في التبادل الحر للمعلومات في العالم العربي».[97]
- في أبريل 2004، رشحت جوائز ويبي الجزيرة باعتبارها واحدة من أفضل خمس المواقع الإخبارية على الإنترنت، مع بي بي سي نيوز، والجغرافية الوطنية، وروكت بيوز وسموكينج جن. وفقا لتيفاني سكاليان، مؤسس لجوائز ويبي، هذا أدى إلى جدل لأن غيرها من المؤسسات الإعلامية «شعرت أنه الموقع يتعرض للخطر».[98]
- في عام 2004، صوت قراء موقع brandchannel.com للجزيرة  كخامس علامة أكثر نفوذا عالميا بعد كمبيوتر أبل، جوجل، وإيكيا وستاربكس.[99]

## المنافسون
- قناة العربية التي أنشئت في الربع الأول من عام 2003.[100][101] نجحت قناة العربية بجذب جزء كبير من الجمهور، —وكسبت تأييد شريحة واسعة من العالم العربي.[102]
- من أجل مواجهة ما تراه من تحيز الجزيرة، أسست حكومة الولايات المتحدة في عام 2004 قناة الحرة وهي قناة باللغة العربية تنافس الفضائيات وينظر إليها على أنها أداة للدبلوماسية العامة أو مصدر الدعاية. وقناة الحرة ممنوعة من البث في الولايات المتحدة وفقا لأحكام قانون مندت سميث. وفي استطلاع لمؤسسة زجبي وجد أن 1 ٪ من المشاهدين العرب يشاهدون قناة الحرة كخيارهم الأول.[103]
- منذ انطلاق قناة الجزيرة الإنجليزية بدأت بمنافسة بي بي سي وورلد وسي إن إن الدولية، كما تنافس عددا متزايدا من الفضائيات الدولية، مثل فرنسا 24، وروسيا اليوم، وبرس تي في.
- أطلقت هيئة الإذاعة البريطانية تلفزيون بي بي سي العربي في 11 مارس 2008، وهي قناة إخبارية باللغة العربية تبث في شمال أفريقيا والشرق الأوسط.[104] وهذه هي المرة الثانية لهيئة الإذاعة البريطانية التي تطلق فيها قناة تلفزيونية باللغة العربية؛ فكما ذكر أعلاه، ساهم زوال قناة بي بي سي العربية الأصلية في تأسيس قناة الجزيرة العربية.
- ومنذ أن بدأت يورونيوز بث برامجها باللغة العربية على 12 يوليو 2008، دخلت في منافسة مع قناة الجزيرة، علما بأن العربية هي اللغة الثامنة التي تبث بها يورونيوز بعد الإنجليزية والفرنسية والألمانية والروسية والإسبانية والإيطالية والبرتغالية.

## شبكة الجزيرة الإعلامية
شبكة الجزيرة الإعلامية شركة إعلام شرق أوسطيّة المالكة للقناة العربية الأم (قناة الجزيرة) عام 1996 التي حققت نجاحاً عربيًا وعالميًا مكنها من توسيع دائرتها لتشمل قنوات، بينها الجزيرة الإنجليزية والوثائقية والجزيرة أميركا والجزيرة مباشر والجزيرة بلقان، إلى جانب مراكز متخصصة ومواقع إخبارية، في مقدمتها الجزيرة نت وهي الشركة الأم لمعظم وسائل الإعلام المحليّة في قطر، في البداية تم تجنيد العديد من موظفيها من بي بي سي، ويرأس مجلس إدارتها الشيخ حمد بن ثامر آل ثاني.